# Balfourodendron
Balfourodendron là một chi thực vật thuộc họ Rutaceae. Chi này có 2 loài:
- Balfourodendron molle (Miq.) Pirani, 1998
- Balfourodendron riedelianum Engl., 1896